# Elleanthus
Elleanthus är ett släkte av orkidéer. Elleanthus ingår i familjen orkidéer.

## Bildgalleri

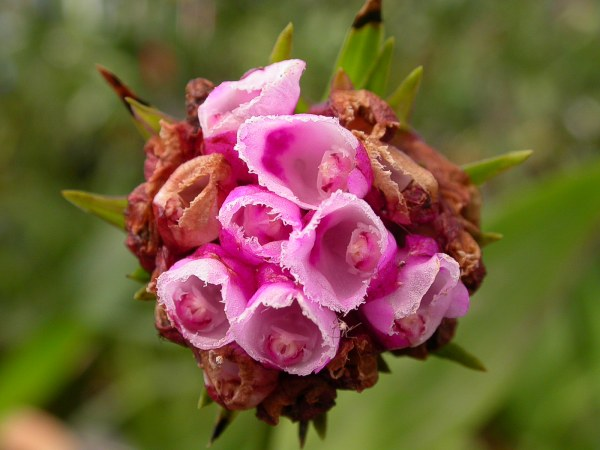
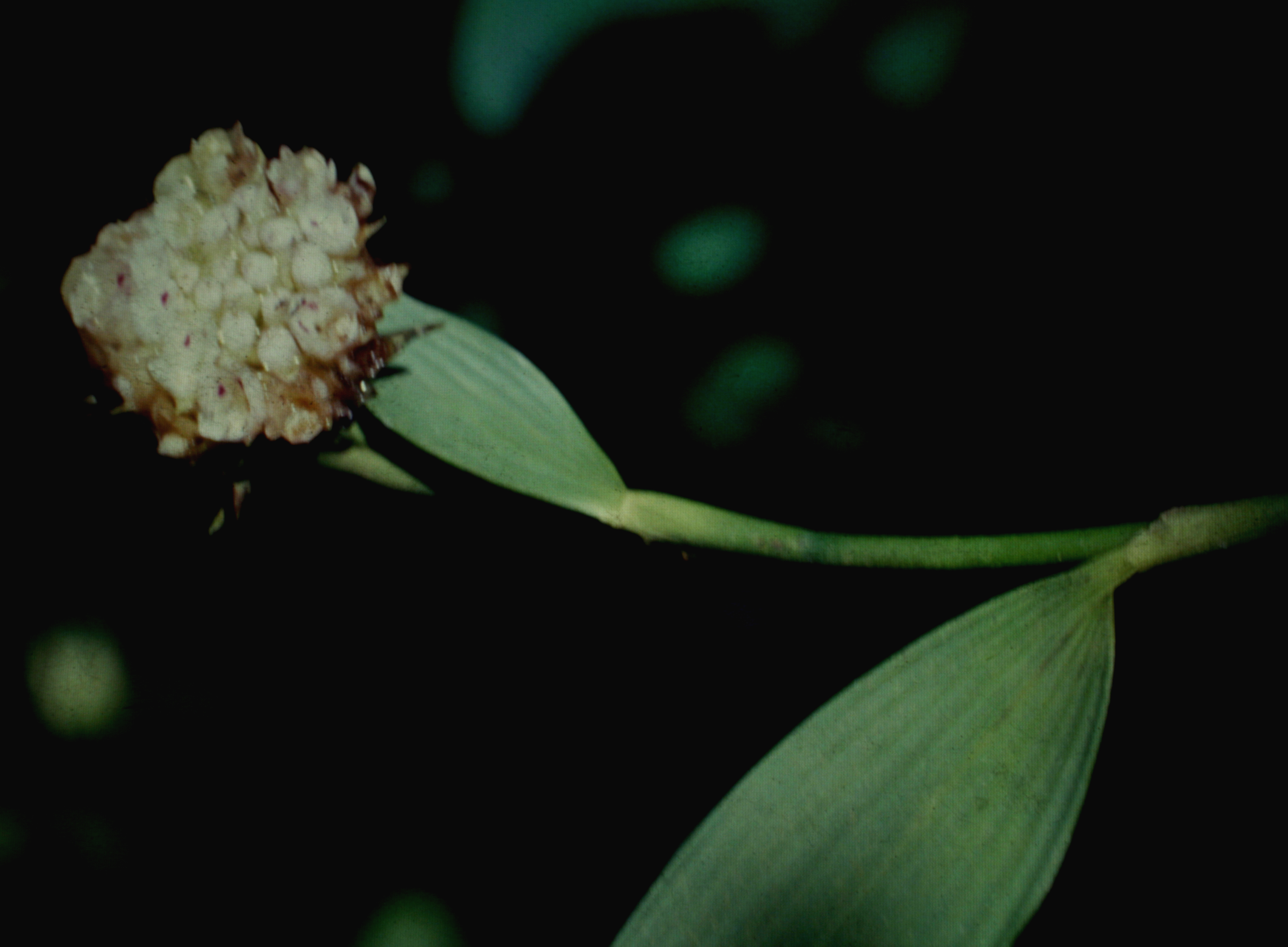

## Dottertaxa tillElleanthus, i alfabetisk ordning[1]
- Elleanthus amethystinoides
- Elleanthus amethystinus
- Elleanthus ampliflorus
- Elleanthus aristatus
- Elleanthus arpophyllostachys
- Elleanthus asplundii
- Elleanthus aurantiacus
- Elleanthus aureus
- Elleanthus auriculatus
- Elleanthus bifarius
- Elleanthus blatteus
- Elleanthus bogotensis
- Elleanthus bonplandii
- Elleanthus bradeorum
- Elleanthus brasiliensis
- Elleanthus capitatellus
- Elleanthus capitatus
- Elleanthus caravata
- Elleanthus caricoides
- Elleanthus carinatus
- Elleanthus caroli
- Elleanthus caveroi
- Elleanthus cinnabarinus
- Elleanthus columnaris
- Elleanthus condorensis
- Elleanthus confusus
- Elleanthus congestus
- Elleanthus conifer
- Elleanthus cordidactylus
- Elleanthus coriifolius
- Elleanthus crinipes
- Elleanthus decipiens
- Elleanthus discolor
- Elleanthus dussii
- Elleanthus ecuadorensis
- Elleanthus ensatus
- Elleanthus escobarii
- Elleanthus flavescens
- Elleanthus formosus
- Elleanthus fractiflexus
- Elleanthus furfuraceus
- Elleanthus gastroglottis
- Elleanthus glaucophyllus
- Elleanthus glomera
- Elleanthus gracilis
- Elleanthus graminifolius
- Elleanthus grandiflorus
- Elleanthus haematoxanthus
- Elleanthus hirsutis
- Elleanthus hirtzii
- Elleanthus hookerianus
- Elleanthus hymenophorus
- Elleanthus isochiloides
- Elleanthus jimenezii
- Elleanthus kalbreyeri
- Elleanthus kermesinus
- Elleanthus killipii
- Elleanthus koehleri
- Elleanthus laetus
- Elleanthus lancifolius
- Elleanthus lateralis
- Elleanthus laxifoliatus
- Elleanthus leiocaulon
- Elleanthus lentii
- Elleanthus ligularis
- Elleanthus linifolius
- Elleanthus longibracteatus
- Elleanthus maculatus
- Elleanthus magnicallosus
- Elleanthus malpighiiflorus
- Elleanthus muscicola
- Elleanthus myrosmatis
- Elleanthus norae
- Elleanthus oliganthus
- Elleanthus pastoensis
- Elleanthus petrogeiton
- Elleanthus phorcophyllus
- Elleanthus poiformis
- Elleanthus porphyrocephalus
- Elleanthus purpureus
- Elleanthus reichenbachianus
- Elleanthus rhizomatosus
- Elleanthus rhodolepis
- Elleanthus robustus
- Elleanthus roseus
- Elleanthus ruizii
- Elleanthus scharfii
- Elleanthus scopula
- Elleanthus setosus
- Elleanthus smithii
- Elleanthus sodiroi
- Elleanthus sphaerocephalus
- Elleanthus steyermarkii
- Elleanthus stolonifer
- Elleanthus strobilifer
- Elleanthus tandapianus
- Elleanthus teotepecensis
- Elleanthus tillandsioides
- Elleanthus tonduzii
- Elleanthus tovarensis
- Elleanthus tricallosus
- Elleanthus wageneri
- Elleanthus wallnoeferi
- Elleanthus weberbauerianus
- Elleanthus ventricosus
- Elleanthus venustus
- Elleanthus wercklei
- Elleanthus vernicosus
- Elleanthus vinosus
- Elleanthus virgatus
- Elleanthus yungasensis